# The Tortured Poets Department
The Tortured Poets Department je jedanaesti studijski album američke pjevačice Taylor Swift, objavljen 19. travnja 2024. preko Republic Recordsa. Najavljen na dodjeli 66. godišnja dodjela nagrada Grammy, album označava Swiftin prvi novi rad od albuma Midnights iz 2022.
Swift je osmislila The Tortured Poets Department nedugo nakon završetka rada na albumu Midnights i nastavila razvijati prvi tijekom turneje The Eras Tour (2023. – 2024.), svoje šeste koncertne turneje u tijeku. Riječ je o dvostrukom albumu, s drugim dijelom, podnaslovom The Anthology, iznenađujuće objavljenim dva sata nakon prvog. Post Malone pojavljuje se na uvodnoj pjesmi "Fortnight", koja je objavljena kao glavni singl, a Florence and the Machine na "Florida!!!".
Album je oborio niz komercijalnih rekorda. Nadmašio je Midnights kako bi postigao najviše jednodnevnih streamova albuma na streaming platformi Spotify i označio najveći iznos prednarudžbi u povijesti trgovca Target.

## Pozadina i promocija
Taylor Swift objavila je svoj deseti studijski album, Midnights, 21. listopada 2022., postigavši veliki komercijalni i kritički uspjeh. Sljedeće godine izdala je dva presnimljena albuma, Speak Now (Taylor's Version) i 1989 (Taylor's Version), kao dio svog projekta ponovnog snimanja. Midnights je bio nominiran za šest nagrada Grammy na 66. dodjeli nagrada Grammy 4. veljače 2024.
Dana 4. veljače, Swift je zadirkivala izdavanje albuma mijenjajući svoju profilnu sliku na svim platformama društvenih medija u crno-bijelu verziju već postojećeg omota albuma Midnights. Njezini obožavatelji nagađali su na internetu da se priprema objaviti Reputation (Taylor's Version), predstojeću re-snimku svog šestog studijskog albuma, Reputation (2017). Čini se da se i Swiftova web stranica srušila, zamijenjena nepostojećim HTTP statusnim kodom 321, kao i kodom pogreške "hneriergrd", koji su obožavatelji dešifrirali kao anagram koji piše "red herring". Utvrđeno je da su izvorni kod web stranice skrivene riječi na stranom jeziku. Swift je osvojila nagradu Grammy za najbolji pop vokalni album i album godine za album Midnights. U svom govoru prijema, otkrila je novi studijski album pod nazivom The Tortured Poets Department i najavila datum izlaska 19. travnja 2024., koji je držala u tajnosti gotovo dvije godine. Naslovnica je naknadno objavljena na njezinim društvenim mrežama, zajedno s fotografijom rukom pisane bilješke:
Album, čija fizička izdanja sadrže bonus pjesmu "The Manuscript", u isto je vrijeme bio dostupan za prednarudžbu. Sljedeći dan, 5. veljače, Swift je otkrila popis pjesama na svojim računima na društvenim mrežama, uključujući dvije suradnje s američkim reperom Post Maloneom i engleskim indie rock bendom Florence and the Machine na pjesmama "Fortnight" i "Florida!!!" respektivno.

## Naslovnica albuma
Naslovnica albuma, koju je fotografirala Beth Garrabrant, glamurozna je, crno-bijela slika Swift koja leži na krevetu u crnom donjem rublju: prozirnom topu i kratkim hlačama visokog struka. Prema riječima Swiftina stilista, nosila je The Row i Yves Saint Lauren.

## Popis Pjesama[12]
| The Tortured Poets Department – Standardno izdanje | The Tortured Poets Department – Standardno izdanje | The Tortured Poets Department – Standardno izdanje | The Tortured Poets Department – Standardno izdanje | The Tortured Poets Department – Standardno izdanje | The Tortured Poets Department – Standardno izdanje | The Tortured Poets Department – Standardno izdanje | The Tortured Poets Department – Standardno izdanje | The Tortured Poets Department – Standardno izdanje | The Tortured Poets Department – Standardno izdanje |
| Br.                                                | Skladba                                            | Tekstopisac                                        | Producenti                                         | Trajanje                                           |                                                    |                                                    |                                                    |                                                    |                                                    |
| -------------------------------------------------- | -------------------------------------------------- | -------------------------------------------------- | -------------------------------------------------- | -------------------------------------------------- | -------------------------------------------------- | -------------------------------------------------- | -------------------------------------------------- | -------------------------------------------------- | -------------------------------------------------- |
| 1.                                                 | »Fortnight« (ft. Post Malone)                      | Taylor Swift • Jack Antonoff • Austin Post         | Swift • Antonoff • Louis Bell                      | 3:48                                               |                                                    |                                                    |                                                    |                                                    |                                                    |
| 2.                                                 | »The Tortured Poets Department«                    | Swift • Antonoff                                   | Swift • Antonoff                                   | 4:53                                               |                                                    |                                                    |                                                    |                                                    |                                                    |
| 3.                                                 | »My Boy Only Breaks His Favorite Toys«             | Swift                                              | Swift • Antonoff                                   | 3:23                                               |                                                    |                                                    |                                                    |                                                    |                                                    |
| 4.                                                 | »Down Bad«                                         | Swift • Antonoff                                   | Swift • Antonoff                                   | 4:21                                               |                                                    |                                                    |                                                    |                                                    |                                                    |
| 5.                                                 | »So Long, London«                                  | Swift • Aaron Dessner                              | Swift • Dessner                                    | 4:22                                               |                                                    |                                                    |                                                    |                                                    |                                                    |
| 6.                                                 | »But Daddy I Love Him«                             | Swift • Dessner                                    | Swift • Dessner • Antonoff                         | 5:40                                               |                                                    |                                                    |                                                    |                                                    |                                                    |
| 7.                                                 | »Fresh Out the Slammer«                            | Swift • Antonoff                                   | Swift • Antonoff                                   | 3:30                                               |                                                    |                                                    |                                                    |                                                    |                                                    |
| 8.                                                 | »Florida!!!« (ft. Florence and the Machine)        | Swift • Florence Welch                             | Swift • Antonoff                                   | 3:35                                               |                                                    |                                                    |                                                    |                                                    |                                                    |
| 9.                                                 | »Guilty as Sin?«                                   | Swift • Antonoff                                   | Swift • Antonoff                                   | 4:14                                               |                                                    |                                                    |                                                    |                                                    |                                                    |
| 10.                                                | »Who's Afraid of Little Old Me?«                   | Swift                                              | Swift • Antonoff                                   | 5:34                                               |                                                    |                                                    |                                                    |                                                    |                                                    |
| 11.                                                | »I Can Fix Him (No Really I Can)«                  | Swift • Antonoff                                   | Swift • Antonoff                                   | 2:36                                               |                                                    |                                                    |                                                    |                                                    |                                                    |
| 12.                                                | »Loml«                                             | Swift • Dessner                                    | Swift • Dessner                                    | 4:37                                               |                                                    |                                                    |                                                    |                                                    |                                                    |
| 13.                                                | »I Can Do It With a Broken Heart«                  | Swift • Antonoff                                   | Swift • Antonoff                                   | 3:38                                               |                                                    |                                                    |                                                    |                                                    |                                                    |
| 14.                                                | »The Smallest Man Who Ever Lived«                  | Swift • Dessner                                    | Swift • Dessner                                    | 4:05                                               |                                                    |                                                    |                                                    |                                                    |                                                    |
| 15.                                                | »The Alchemy«                                      | Swift • Antonoff                                   | Swift • Antonoff                                   | 3:16                                               |                                                    |                                                    |                                                    |                                                    |                                                    |
| 16.                                                | »Clara Bow«                                        | Swift • Dessner                                    | Swift • Dessner                                    | 3:36                                               |                                                    |                                                    |                                                    |                                                    |                                                    |
| 65:08                                              |                                                    |                                                    |                                                    |                                                    |                                                    |                                                    |                                                    |                                                    |                                                    |

| The Tortured Poets Department: The Anthology | The Tortured Poets Department: The Anthology | The Tortured Poets Department: The Anthology | The Tortured Poets Department: The Anthology | The Tortured Poets Department: The Anthology | The Tortured Poets Department: The Anthology | The Tortured Poets Department: The Anthology | The Tortured Poets Department: The Anthology | The Tortured Poets Department: The Anthology | The Tortured Poets Department: The Anthology |
| Br.                                          | Skladba                                      | Tekstopisac                                  | Producenti                                   | Trajanje                                     |                                              |                                              |                                              |                                              |                                              |
| -------------------------------------------- | -------------------------------------------- | -------------------------------------------- | -------------------------------------------- | -------------------------------------------- | -------------------------------------------- | -------------------------------------------- | -------------------------------------------- | -------------------------------------------- | -------------------------------------------- |
| 17.                                          | »The Black Dog«                              | Swift                                        | Swift • Antonoff                             | 3:58                                         |                                              |                                              |                                              |                                              |                                              |
| 18.                                          | »imgonnagetyouback«                          | Swift • Antonoff                             | Swift • Antonoff                             | 3:42                                         |                                              |                                              |                                              |                                              |                                              |
| 19.                                          | »The Albatross«                              | Swift • Dessner                              | Swift • Dessner                              | 3:03                                         |                                              |                                              |                                              |                                              |                                              |
| 20.                                          | »Chloe or Sam or Sophia or Marcus«           | Swift • Dessner                              | Swift • Dessner                              | 3:33                                         |                                              |                                              |                                              |                                              |                                              |
| 21.                                          | »How Did It End?«                            | Swift • Dessner                              | Swift • Dessner                              | 3:58                                         |                                              |                                              |                                              |                                              |                                              |
| 22.                                          | »So High School«                             | Swift • Dessner                              | Swift • Dessner                              | 3:48                                         |                                              |                                              |                                              |                                              |                                              |
| 23.                                          | »I Hate It Here«                             | Swift • Dessner                              | Swift • Dessner                              | 4:03                                         |                                              |                                              |                                              |                                              |                                              |
| 24.                                          | »thanK you aIMee«                            | Swift • Dessner                              | Swift • Dessner • Antonoff                   | 4:23                                         |                                              |                                              |                                              |                                              |                                              |
| 25.                                          | »I Look in People's Windows«                 | Swift • Antonoff • Patrik Berger             | Swift • Antonoff • Berger                    | 2:11                                         |                                              |                                              |                                              |                                              |                                              |
| 26.                                          | »The Prophecy«                               | Swift • Dessner                              | Swift • Dessner                              | 4:09                                         |                                              |                                              |                                              |                                              |                                              |
| 27.                                          | »Cassandra«                                  | Swift • Dessner                              | Swift • Dessner                              | 4:00                                         |                                              |                                              |                                              |                                              |                                              |
| 28.                                          | »Peter«                                      | Swift                                        | Swift • Dessner                              | 4:43                                         |                                              |                                              |                                              |                                              |                                              |
| 29.                                          | »The Bolter«                                 | Swift • Dessner                              | Swift • Dessner                              | 3:58                                         |                                              |                                              |                                              |                                              |                                              |
| 30.                                          | »Robin«                                      | Swift • Dessner                              | Swift • Dessner                              | 4:00                                         |                                              |                                              |                                              |                                              |                                              |
| 31.                                          | »The Manuscript«                             | Swift                                        | Swift • Dessner                              | 3:44                                         |                                              |                                              |                                              |                                              |                                              |
| 122:21                                       |                                              |                                              |                                              |                                              |                                              |                                              |                                              |                                              |                                              |

## Osoblje
Glazbeno
- Taylor Swift – vokal (sve pjesme), klavir (pjesme 3, 17), prateći vokali (17)
- Jack Antonoff – sintisajzer (pjesme 1–4, 6–11, 13, 15, 17, 18, 25), programiranje (1–4, 6–11, 15 , 17, 18, 24, 25), bubnjevi (1, 3, 4, 7–10, 13, 15, 17, 18, 24), električna gitara (1, 3, 6–11, 15, 17, 24) , akustična gitara (1, 6–9, 11, 17, 18, 25), klavir (2, 4, 8, 10, 13, 17, 18), violončelo (2, 6, 8, 10, 15, 17, 24, 25), prateći vokali (2, 6, 15, 24), bas (3, 6, 8–11, 17), udaraljke (4, 7, 9, 11, 13, 15, 18, 24), Mellotron (6, 8, 10, 11, 17), orgulje (7), Rhodes (17), klavijature (18)
- Sean Hutchinson – bubnjevi (1, 6, 10, 15, 17), udaraljke (4)
- Post Malone – vokal (pjesma 1)
- Mikey Freedom Hart – akustična gitara, bas, električna gitara, Hammond B3 (pjesma 2); Mellotron (3), sintisajzer (4, 6, 10), udaraljke (10)
- Evan Smith – sintesajzer (pjesme 2, 6, 10), saksofon (4)
- Zem Audu – sintesajzer (pjesme 2, 6, 10), saksofon (4)
- Michael Riddleberger – bubnjevi (pjesma 2), udaraljke (10)
- Aaron Dessner – klavir (pjesme 5, 10, 12, 16, 19–23, 26–31), sintisajzer (5, 12, 14, 16, 19–24, 26–28, 30, 31) , programiranje bubnjeva (5, 14, 16, 19–24, 26, 28–30), električna gitara (5, 14, 19–23, 26, 27, 29, 30), akustična gitara (6, 19, 20, 23, 24, 26, 29), klavijature (12, 19–22, 24, 26–28, 30), bas (14, 16, 20, 22, 28–30), udaraljke (16, 19, 20, 22 –24, 26, 27, 29, 30), mandolina (20, 23, 24), sint bas (21, 22, 24, 27, 31), banjo (23, 24), bubnjevi (30)
- Benjamin Lanz – sintisajzer (pjesme 5, 19–23, 27, 30), trombon (20, 22, 27), sekvencer (22)
- Bobby Hawk – gudači (pjesme 6, 9, 17)
- Emma Stone – "neobičnosti" (pjesma 8)
- Florence Welch – vokali, bubnjevi, udaraljke, klavir (pjesma 8)
- Glenn Kotche – bubnjevi, udaraljke (pjesme 12, 16, 19–21, 23, 24, 26, 29, 30); mali bubanj, vibrafon (27)
- Oli Jacobs – prateći vokali, udaraljke, izgovorena riječ (pjesma 13)
- James McAlister – sintisajzer (pjesme 14, 16, 21–23, 26, 27, 30), udaraljke (14, 16, 23, 26, 27, 29, 30), bubnjevi (14, 21, 22), električna gitara (14, 22), klavijature (16, 21, 26, 27), programiranje bubnjeva (19, 22, 26, 27, 31); akustična gitara, synth bas (23); citra (26)
- Rob Moose – viola, violina (pjesme 14, 20)
- Jason Slota – udaraljke (pjesma 14)
- Abi Hyde-Smith – violončelo (pjesme 16, 19, 21, 23, 24, 26, 27, 29–31)
- Brian O'Kane – violončelo (pjesme 16, 19, 21, 23, 24, 26, 27, 29–31)
- Max Ruisi – violončelo (pjesme 16, 19, 21, 23, 24, 26, 27, 29–31)
- Reinoud Ford – violončelo (pjesme 16, 19, 21, 23, 24, 26, 27, 29–31)
- Robert Ames – dirigent (pjesme 16, 19, 21, 23, 24, 26, 27, 29–31)
- Chris Kelly – kontrabas (pjesme 16, 19, 21, 23, 24, 26, 27, 29–31)
- Dave Brown – kontrabas (pjesme 16, 19, 21, 23, 24, 26, 27, 29–31)
- Sophie Roper – kontrabas (pjesme 16, 19, 21, 23, 24, 26, 27, 29–31)
- Elisa Bergersen – viola (pjesme 16, 19, 21, 23, 24, 26, 27, 29–31)
- Matthew Kettle – viola (pjesme 16, 19, 21, 23, 24, 26, 27, 29–31)
- Morgan Goff – viola (pjesme 16, 19, 21, 23, 24, 26, 27, 29–31)
- Nicholas Bootiman – viola (pjesme 16, 19, 21, 23, 24, 26, 27, 29–31)
- Akiko Ishikawa – violina (pjesme 16, 19, 21, 23, 24, 26, 27, 29–31)
- Cara Laskaris – violina (pjesme 16, 19, 21, 23, 24, 26, 27, 29–31)
- Iona Allan – violina (pjesme 16, 19, 21, 23, 24, 26, 27, 29–31)
- Kirsty Mangan – violina (pjesme 16, 19, 21, 23, 24, 26, 27, 29–31)
- Nicole Crespo O'Donoghue – violina (pjesme 16, 19, 21, 23, 24, 26, 27, 29–31)
- Ronald Long – violina (pjesme 16, 19, 21, 23, 24, 26, 27, 29–31)
- Sophie Mather – violina (pjesme 16, 19, 21, 23, 24, 26, 27, 29–31)
- Dan Oates – violina (pjesme 16, 19, 21, 23, 24, 26, 27, 29, 30)
- Eloisa-Fleur Thorn – violina (pjesme 16, 19, 21, 23, 24, 26, 27, 29, 30)
- Emily Holland – violina (pjesme 16, 19, 21, 23, 24, 26, 27, 29, 30)
- Anna de Bruin – violina (pjesme 16, 19, 23, 24, 26, 27, 29–31)
- Galya Bisengalieva – violina (pjesme 16, 19, 21, 24, 26, 30)
- Agata Daraskaite – violina (pjesme 16, 19, 26, 27, 30)
- Julian Azkoul – violina (pjesme 16, 19, 26, 27, 30)
- Amy Swain – viola (pjesme 16, 19, 26, 27, 30)
- J.T. Bates – bubnjevi (pjesme 16, 20, 21, 26)
- Thomas Barlett – sintisajzer (pjesme 16, 21, 23, 24, 26, 29–31); klavijature, klavir (16, 21, 23, 24, 26, 29, 30)
- Marianne Haynes – violina (pjesme 16, 21, 23, 24, 29–31)
- Jack Manning – klavir (pjesma 18)
- George Barton – udaraljke (pjesme 19, 23, 24, 26, 27, 31), timpani (30)
- David McQueen – Francuski rog (pjesme 21, 23, 24, 26, 27, 29-31)
- Alicia Berendse – violina (pjesme 21, 24, 29–31)
- Meghan Cassidy – viola (pjesme 23, 29, 31)
- Natasha Humphries – violina (pjesme 23, 29, 31)
- Jonathan Farey – francuski rog (pjesme 24, 26, 27, 29–31)
- Paul Cott – francuski rog (pjesme 24, 26, 27, 29–31)
- Patrik Berger – akustična gitara (pjesma 25)
- Max Welford – bas klarinet (pjesme 26, 29)
- Vicky Lester – harfa (pjesma 30)
- Bryce Dessner – programiranje bubnjeva, klavir, sintisajzer (pjesma 31)

Tehničko
- Randy Merrill – mastering
- Ryan Smith – mastering
- Serban Ghenea – miksanje
- Bryce Bordone – miks inženjering
- Laura Sisk – inženjerstvo (pjesme 1–4, 6–11, 13, 15, 17, 18, 24, 25), vokalno inženjerstvo (7, 9, 11, 12, 14, 15)
- Oli Jacobs – inženjerstvo (pjesme 1–4, 6–11, 13, 15, 17, 18, 24, 25)
- Sean Hutchinson – inženjering (pjesme 1, 2, 4, 6, 10, 15, 17)
- Michael Riddleberger – inženjering (pjesme 1, 2, 4, 6, 10, 17)
- David Hart – inženjering (pjesme 2, 6, 10)
- Evan Smith – inženjering (pjesme 2, 6, 10)
- Mikey Freedom Hart – inženjering (pjesme 2, 6, 10)
- Zem Audu – inženjering (pjesme 2, 6, 10)
- Bella Blaško – inženjering (pjesme 5, 6, 10, 11, 14, 27, 28, 31), dodatni inženjering (16, 19–24, 26, 29, 30)
- Jonathan Low – inženjering (pjesme 5, 6, 10, 11, 16, 19–24, 26–30)
- Aaron Dessner – inženjering (pjesme 5, 14)
- Benjamin Lanz – inženjering (pjesme 5, 19, 20, 22, 23, 26, 27, 30)
- Ben Loveland – inženjerstvo (pjesma 8)
- Joey Miller – inženjering (pjesma 10), inženjerska pomoć (13)
- James McAlister – inženjering (pjesme 14, 16, 19, 21–23, 26, 27, 29, 30)
- Rob Moose – inženjering, snimanje aranžman (pjesma 14)
- Jeremy Murphy – inženjering (pjesme 16, 19, 21, 23, 24, 26, 27, 29, 30)
- Thomas Bartlett – inženjerstvo (pjesme 16, 21, 23, 24, 26, 29, 30)
- Maryam Qudus – inženjering (pjesme 20, 23, 24, 30)
- Jack Antonoff – inženjerstvo (pjesma 24)
- Pat Burns – inženjerstvo (pjesma 27)
- Louis Bell – vokalno inženjerstvo (pjesma 1)
- Christopher Rowe – vokalno inženjerstvo (pjesme 7, 9, 11, 12, 15, 20)
- Beau Sorenson – dodatni inženjering (pjesma 14)
- Bryce Dessner – aranžman za snimanje (pjesme 16, 19, 21, 23, 24, 26, 27, 29–31)
- Jack Manning – inženjerska pomoć (pjesme 1–4, 6–11, 13, 15, 17, 18, 25)
- Jon Sher – inženjerska pomoć (pjesme 1–4, 6–11, 13, 15 17, 18, 25)
- Lauren Marquez – inženjerska pomoć (pjesme 1, 13)
- Jesse Snider – inženjerska pomoć (pjesme 7, 8, 10)
- Joe Caldwell – inženjerska pomoć (pjesme 10, 13, 18, 24)
- Rḗmy Dumelz – inženjerska pomoć
- Laura Beck – inženjerska pomoć (pjesme 16, 19, 21, 23–27, 29–31)

## Povijest izdanja
| Regija | Datum             | Format(i)                                                  | Izdanje(a)              | Izdavačka kuća  |
| ------ | ----------------- | ---------------------------------------------------------- | ----------------------- | --------------- |
| Razno  | 19. travnja 2024. | Kazete - CD - digitalno preuzimanje - streaming - vinyl LP | Standardno              | Republic        |
| Razno  | 19. travnja 2024. | CD                                                         | Collector's deluxe      | Republic        |
| Razno  | 19. travnja 2024. | Digital download - streaming                               | The Anthology           | Republic        |
| SAD    | 19. travnja 2024. | CD - vinyl LP                                              | Target-exclusive        | Republic        |
| Japan  | 20. travnja 2024. | CD                                                         | Standard - Japan deluxe | Universal Japan |

## Vanjske poveznice
- Taylor Swift, službene mrežne stranice